# Banba
Banba ['banva] ist eine Königin Irlands in der keltischen Mythologie Irlands.

## Mythologie
Im Lebor Gabála Érenn, bei der Invasion durch die Söhne Míl Espánes, gilt Banba als Enkelin Bresals,  Tochter des Delbaeth und der Ernmas und als Schwester Fohlas und Erius. Gemeinsam mit ihren beiden Schwestern hat sie von Amergin, der mit den Milesiern auf die Insel kommt, erwirkt, dass sie als Symbol für die Herrschaft über das Land Irland gelten sollen. Der Name Banba wird daher manchmal als dichtersprachliche Bezeichnung für Irland verwendet. Aber auch von ihrem Tod in der Schlacht von Tailtu (heute Teltown) gegen die Milesier wird in einer Version der Legende berichtet.
In zwei unterschiedlichen Versionen werden die drei Schwestern mit den drei Brüdern Mac Cecht ([mak kʼeːxt] „Sohn der Pflugschar“, mit Fohla), Mac Gréine ([mak 'gʼrʼeːnʼe] „Sohn der Sonne“, mit Eriu) und Mac Cuill ([mak kuLʼ] „Sohn der Hasel“, mit Banba) verheiratet, womit die Tuatha de Danann die legitime Herrschaft über die Insel übernehmen. In der anderen Lesart sind die Gatten der Schwestern die Brüder Sethor, Cethor und Tethor, die Söhne Cermats, der ein Sohn des Dagda sein soll. In beiden Versionen haben die drei Könige bis zur Ankunft der Milesier über Irland geherrscht.
Fiacha mac Delbaíth, der Bruder der drei Schwestern, soll der Vorgänger ihrer Männer Mac Cecht, Mac Gréine und Mac Cuill als Hochkönig von Irland gewesen sein.
In einigen Versionen des Lebor Gabála Érenn ist Banba jedoch auch ein alternativer Name von Cessair, der ersten Siedlerin Irlands.